# Jan Fuglset
Jan Fuglset (* 1. října 1945, Molde, Norsko) je bývalý norský fotbalový útočník a později fotbalový trenér. Nastupoval i v norské fotbalové reprezentaci.
Jeho bratrem je bývalý fotbalista a norský reprezentant Tor Fuglset.

## Klubová kariéra
Na klubové úrovni hrál v Norsku v mužstvech Molde FK a Fredrikstad FK. Celkem dvakrát se stal nejlepším kanonýrem nejvyšší norské fotbalové ligy:
- v sezóně 1971 nastřílel v dresu Fredrikstad FK 17 gólů (18zápasová sezóna)
- v sezóně 1976 nastřílel v dresu Molde FK 17 gólů (22zápasová sezóna)

## Reprezentační kariéra
V A-týmu Norska debutoval 17. 6. 1970 v Bergenu proti týmu Finska (výhra 2:0). Celkem odehrál v letech 1970–1974 za norský národní tým 20 zápasů a vstřelil 6 gólů.